# Vito Bonsignore
Vito Bonsignore (Bronte, 3 luglio 1943) è un politico italiano, europarlamentare, eletto come Unione dei Democratici Cristiani e di Centro (UDC), successivamente esponente di Forza Italia, del Popolo della Libertà e del Nuovo Centrodestra. Alle elezioni Europee del 2009 è stato eletto nelle file del Popolo della Libertà (PdL) nella Sezione nord-occidentale (Valle d'Aosta, Piemonte, Liguria e Lombardia).

## Biografia
Si è diplomato geometra a Torino dove si è trasferito dal 1961.
Laureato in economia e commercio, fu dirigente alla Società autostrade per la tratta Torino-Alessandria-Piacenza (SATAP), dove ricoprì via via ruoli sempre più importanti, fino alla carica di direttore tecnico e di direttore generale. Consigliere di amministrazione dell'Istituto Mobiliare Italiano (IMI) e dell'INSUD S.p.A. e amministratore delegato della società Torino-Milano. Imprenditore del settore autostrade e banche.

## Carriera politica
Componente della direzione centrale della Democrazia Cristiana, dal 1970 al 1980 è stato consigliere comunale di Venaria Reale (TO) nella corrente andreottiana, deputato alla Camera (dal 1987 al 1994), sottosegretario al Bilancio (dal 1992 al 1993) nel Governo Giuliano Amato. È stato deputato del Parlamento europeo per due legislature, eletto la prima volta nel 2004 per la lista dell'UDC nella circoscrizione nord-ovest, proclamato in sostituzione di Marco Follini che ha rinunciato all'incarico preferendo dedicarsi alla politica italiana. Vito Bonsignore ha ricevuto oltre 53.000 preferenze alle elezioni europee del 2009, candidato nel partito PDL.
È iscritto al gruppo del Partito Popolare Europeo di cui è stato vicepresidente. È stato membro della Commissione per i bilanci. Membro della Commissione per il controllo dei bilanci. Membro della Delegazione all'Assemblea parlamentare paritetica ACP-UE. Vicepresidente della Delegazione per le relazioni con gli Stati Uniti e rappresentante del Gruppo PPE all'APEM (Assemblea Parlamentare Euro-Mediterranea).
Il 16 novembre 2013, contestualmente alla sospensione delle attività del Popolo della Libertà, aderisce al Nuovo Centrodestra guidato da Angelino Alfano.

### Procedimenti giudiziari
Alberto Mario Zamorani, amministratore delegato di Metropolis, società di gestione del patrimonio immobiliare delle Ferrovie dello Stato, arrestato l'8 giugno 1992, ha raccontato alla procura di Torino, di una mazzetta di un centinaio di milioni pagata allora al sottosegretario andreottiano Vito Bonsignore: consegnate sulle scale di Palazzo Montecitorio. Tale episodio non ha dato seguito a procedimenti giudiziari nei confronti di Bonsignore. Nel 2005 partecipa all'operazione Banca Antonveneta ma non rimane coinvolto nei procedimenti giudiziari seguiti alla scalata  (bancopoli).
Bonsignore fu condannato a 2 anni di reclusione, per concorso in tentata corruzione, abuso e turbativa d'asta, per l'appalto dell'ospedale di Asti. Condanna confermata in appello e in Cassazione
. Nel 2008 è risultato intestatario di un conto corrente con 5,5 milioni di euro in Liechtenstein, dopo che la lista di Italiani con conti correnti nel paradiso fiscale era stata acquisita dall'Agenzia delle entrate. La vicenda, tuttavia, non ha determinato procedimenti né civili né penali a carico di Bonsignore in quanto i suoi "beni all'estero risultano regolarmente posseduti".
Nel 2011 venne condannato a tre anni di reclusione e multa da 600.000 euro, insieme al finanziere Emilio Gnutti, al costruttore Gaetano Caltagirone e gli industriali Ettore Lonati e Tiberio Lonati. Stessa pena per Stefano Ricucci, Giovanni Leoni, Giuseppe Statuto, Danilo Coppola, per la scalata Unipol. Il 6 dicembre 2013 la Corte di Appello di Milano ribalta totalmente la sentenza di I grado e lo assolve perché "il fatto non sussiste": nelle motivazioni della sentenza, infatti, i giudici della terza sezione penale scrivono che il presunto patto occulto tra Unipol, le "banche amiche" e i cosiddetti controppatisti era solo un "teorema" portato a processo e basato su "mere percezioni, illazioni o presunzioni".
Il 6 maggio 2015 la Cassazione conferma la sentenza di assoluzione.